# Sáringer Gyula
Sáringer Gyula Ede (Magyarszerdahely, 1928. december 2. – Keszthely, 2009. február 17.) Széchenyi-díjas magyar agrármérnök, entomológus, ökológus, egyetemi tanár, a Magyar Tudományos Akadémia rendes tagja. A kísérletes rovarökológia és a növényvédelmi állattan neves kutatója. A kabócák rendszertana, valamint a balatoni biológiai védekezési rendszer kiépítése területén jelentős eredményeket ért el. 1993 és 1996 között a keszthelyi Pannon Agrártudományi Egyetem rektora. 1998 és 2002 között fideszes országgyűlési képviselő. Fia, Sáringer-Kenyeres Tamás 2010 és 2014 között a KDNP országgyűlési képviselője.

## Életpályája
Gyermekkorát Nagybajomban töltötte, ahol édesapja kántortanítóként dolgozott. A második világháborúban behívták, Németországban harcolt. Itt szovjet fogságba esett, ahonnan sikerült megszöknie. 1947-ben érettségizett a kaposvári Somssich Pál Gimnáziumban, majd megkezdte egyetemi tanulmányait a Gödöllői Agrártudományi Egyetem Budapesti Osztályán. Itt szerzett mezőgazdasági mérnöki diplomát 1951-ben. Mentora, Manninger Gusztáv Adolf tanársegédnek kívánta felvenni az egyetemre, de a személyzeti osztály nem adott engedélyt a felvételre. Manninger közvetítésével került végül a Növényvédelmi Kutatóintézet állattani osztályára, itt kapott tudományos munkatársi állást. 1956-ban az intézet kezdetben burgonyabogár-kutatásra felépített keszthelyi laboratóriumának tudományos munkatársa lett. 1961-ben kinevezték az azóta bővített kutatási körű laboratórium vezetőjévé. 1964–1965-ben a Toulouse-i Egyetemen tett tanulmányutat. 1966-ban tudományos főmunkatársi, 1969-ben csoportvezetői, 1974-ben tudományos tanácsadói beosztásban dolgozott a Növényvédelmi Kutatóintézetben. A laboratóriumot annak 1977-es megszűnéséig vezette. Ezt követően a Keszthelyi Agrártudományi Egyetem (KATE) Növényvédelmi Intézeténél kapott tudományos tanácsadói, 1987-ben címzetes egyetemi tanári megbízást. 1990-ben kutatóprofesszor lett (ekkor az egyetem neve már Pannon Agrártudományi Egyetem volt), majd három évvel később egyetemi tanári kinevezést kapott (korábban politikai okok miatt nem kapott egyetemi oktatói beosztást). Ugyanebben az évben az egyetem rektorává választották három évre. 1998-tól ismét kutatóprofesszorként dolgozott egészen 2002-ig, amikor professor emeritusi címet kapott. 1995–1996-ban a Magyar Agrárrektori Kollégium elnöke volt.
1957-ben védte meg a mezőgazdasági tudományok kandidátusi, 1973-ban akadémiai doktori értekezését. Az MTA Növényvédelmi Bizottságának, a Veszprémi Akadémiai Bizottságnak (VEAB), később a Gyepgazdálkodási Bizottságnak lett tagja. Előbbinek 1989 és 1996 között elnöke volt. 1990-ben megválasztották a Magyar Tudományos Akadémia levelező, 1995-ben pedig rendes tagjává. 1990 és 2002 között a VEAB alelnökeként, 1993-tól a Környezettudományi Elnöki Bizottság tagjaként is dolgozott. 1979 és 1992 között a Tudományos Minősítő Bizottság tagja, 1995 és 1998 között az Országos Tudományos Kutatási Alap agrártudományi zsűrijének elnöke volt. 1998-ban a Szent István Akadémia is felvette tagjai sorába. Akadémiai tisztségei mellett 1978 és 1984 között a Magyar Rovartani Társaság elnöki tisztét töltötte, ezt követően haláláig a választmány örökös tagja volt. Ezenkívül 1989 és 2000 között a Magyar Agrártudományi Egyesület Növényvédelmi Társaságát vezette. 1993-ban a Brit Ökológiai Társaság tagja lett. Számos tudományos szakfolyóiratban tevékenykedett: Journal of Applied Entomology (Hamburg, 1979–2004), Acta Phytopathologica et Entomologica Hungarica (1986-tól), Georgikon for Agriculture (1997-től).
Tudományos munkája mellett rövid ideig a politikai életben is részt vett: a rendszerváltás idején a Független Kisgazda-, Földmunkás- és Polgári Párt (FKgP) munkáját segítette. Ezután csak 1998-ban tért vissza a politikába, amikor az országgyűlési választáson a Fidesz színeiben jelöltette magát. A választáson a párt Zala megyei területi listájáról szerzett mandátumot. A 2002-ig tartó ciklusban az oktatási és tudományos bizottság tagja, valamint a felsőoktatási, tudományos és innovációs albizottság elnöke volt. 2002-ben nem indult újra.

## Munkássága
Fő kutatási területe a kísérletes rovarökológia, a növényvédelmi állattan, a kártevő rovarok diapausája (nyugalmi állapota) és a kabócák rendszertana volt.
Tudományos munkásságának jelentős része a keszthelyi laboratóriumhoz kapcsolódott: a rovarok nyugalmi állapota területén modellként választott húsz gazdaságilag fontos kártevő rovarfajt. Az ezeken végzett kísérleteinek eredményeit az 1950-es évek közepétől kezdve publikálta. Világelsőként ismertette több rovarfajnál az állapot kiváltásában szerepet játszó környezeti tényezők, azaz a fotoperiódus, a hőmérséklet, a fény hullámhossza, a generációszám és a táplálék minősége jelentőségét. Kutatásai során sikerült megállapítania, hogy adott rovarfaj egyedfejlődésének melyik szakasza érzékeny a fotoperiódusra, valamint hogy miként befolyásolják ezt a hőmérséklet és egyéb környezeti tényezők. A táplálék minőségével kapcsolatban kimutatta, hogy az általában hatástalan a nyugalmi állapot kialakulásában.
Kísérletes rovarökológiai munkássága mellett a hazai kabócafajok taxonómiai (rendszertani) feldolgozása is jelentős: számos új fajt írt le. 1976-ban a Balatoni Intéző Bizottság felkérte a szúnyogkutatás megszervezésére. A kutatócsoport ezt követően kidolgozta a szúnyogok ellen több évtizede használt biológiai védekezési módszert.
Nevéhez fűződik a keszthelyi egyetem rovartani laboratóriumának megalapítása és felszerelése az 1980-as években. Országgyűlési képviselőként kiállt a minisztériumi ágazati, valamint az akadémiai kutatóintézetek önállósága mellett az egyetemi integrációval szemben. Számos könyv, köztük a nagy jelentőségű Kertészeti kártevők című kézikönyv szerzője vagy társszerzője. Munkáit magyar, angol és német nyelven adta közre.

## Díjai, elismerései
- Frivaldszky Imre-emlékplakett (1962 bronz, 1985 arany fokozat)
- Horváth Géza-emlékérem (1985)
- Herman Ottó-díj (1994)
- Lovassy Sándor-emlékérem (1995)
- Szelényi Gusztáv-emlékérem (1995)
- Szent-Györgyi Albert-díj (1995)
- Széchenyi-díj (1998, megosztva) – A növényvédelem különböző területein kifejtett nemzetközileg is kiemelkedő kutatási eredményeikért, és több évtizedes iskolateremtő tevékenységükért. Megosztott díj Horváth Józseffel.
- Ipolyi Arnold tudományfejlesztési díj (2001, OTKA)
- A Magyar Köztársasági Érdemrend tisztikeresztje (2005)
- Nagybajom díszpolgára (2006)
- Keszthely posztumusz díszpolgár (2009)

## Főbb publikációi
- A burgonyabogár (Jermy Tiborral, Budapest, 1955)
- A szilvamoly (társszerző, Budapest, 1971)
- A rovarok nyugalmi állapotáról (1976)
- Diapause – Untersuchungen an ungarischen und amerikanischen Apfelwickler-Populationen (Hamburg, 1977)
- Kertészeti kártevők (Balás Gézával, Budapest, 1982)
- A búza kártevői (Budapest, 1987)
- A növényvédelmi állattan kézikönyve (társszerző, Budapest, 1989–1994)
- Az exterior tényezők szerepe a rovarok nyugalmi állapotának előidézésében (1991)
- A rovarok nyugalmi állapotának jelentősége a növényvédelmi entomológiában (1996)
- A mezőgazdasági és kertgazdasági kártevők kézikönyve (Budapest, 1998)
- A szántóföldi és kertészeti növények kártevői. Káros és hasznos állatok; szerk. Jenser Gábor, Mészáros Zoltán, Sáringer Gyula; Mezőgazda, Bp., 1998
- A Somogy megyei Nagybajomból elhurcolt levente háborús élményei, 1944-1945; szerző, Keszthely, 2004
- Ökológia. Fejezetek a növényvédelmi rovartan ökológiai alapjai tárgykörből. Egyetemi jegyzet az általános agrármérnök, a növényvédelem és agrokémia, valamint a növényvédelmi-agrokémiai szakmérnöki szakos hallgatók részére; szerk. Sáringer Gyula; Veszprémi Egyetem Georgikon Mezőgazdaságtudományi Kar, Keszthely, 2005
- A rovarok nyugalmi állapotáról. Elhangzott a Szent István Társulat régi székházának dísztermében 2004. május 21-én; Szt. István Akadémia, Bp., 2006 (A Szent István Tudományos Akadémia székfoglaló előadásai)